# Советско-французское торговое соглашение (1934)

## Предыстория
В письме в НКИД СССР от 10 апреля 1933 года о торговых переговорах с Францией полпред Довгалевский сообщал, что с советской стороны к переговорам привлечены, помимо торгпреда Гуревича, ряд сотрудников полпредства и торгпредства и что «за последнюю неделю создавшаяся таким образом франко-советская комиссия имела свои первое и второе заседания». 23 августа 1933 года Гуревичем и Патенотром был подписан в Париже протокол, по которому стороны решили «начать в кратчайший срок переговоры с целью заключения временного торгового соглашения» и «установления юридического статута торгпредства СССР во Франции». В конце ноября 1933 года советское руководство согласилось обсудить вопрос о заключении франко-советского соглашения о взаимопомощи. 11 декабря Народный комиссар иностранных дел СССР Литвинов в телеграмме Довгалевскому подчеркивал: «…Мы взяли твердый курс на сближение с Францией». 15 декабря 1933 Литвинов направил письмо в ЦК ВКП(б) о торговых переговорах с Францией, в котором он защищал тезис, что заключение договора в этой области имело бы положительные политические последствия для Советского Союза. СССР соглашался снизить свои экспортные требования при условии сокращения советских обязательств по заказам с 300 миллионов франков до 200—225 миллионов. В связи с сокращением суммы заказов оказывалось достаточным гарантировать эти заказы одними лишь авалами советского нефтяного общества во Франции. В соглашении должен был фиксироваться иммунитет торгпреда, двух его заместителей и служебных бюро торгпредства. Французское правительство брало на себя обязательство внести в парламент с благожелательным отзывом предложение об освобождении торгпредства СССР от мер предварительного обеспечения исков. 17 декабря Политбюро одобрило пересмотренные условия заключения торгового соглашения с Францией, выработанные на основе французских предложений. Предложения Советского Союза, утвержденные решением Политбюро от 19 декабря, были переданы Довгалевским Ж. Поль-Бонкуру 28 декабря. Принятие советским руководством французских предложений и позволило подписать временное торговое соглашение между двумя странами.

## Заключение соглашения
Временное торговое соглашение между Францией и СССР было подписано 11 января 1934 года. При его подписании французский министр иностранных дел Поль Бонкур отметил его значение «не только для коммерческих интересов», но также и «для общего политического курса».
Уже 23 января Председатель СНК СССР Молотов подписал постановление N 177 о временном введении его в действие со дня его подписания.

## Продление
Это соглашение было заключено до 31 декабря 1937 года, однако протоколами от 6 января 1936 года и от 17 декабря 1936 года оно пролонгировалось вплоть до 31 декабря 1939 года, после чего оно вместе со всеми дополнительными соглашениями утратило силу. Уже после восстановления суверенитета Франции СССР заключил с ней 29 декабря 1945 года новое торговое соглашение.

## Судьба дипломатов
Сохранилась фотография момента подписания этого соглашения. На ней цифрами обозначены:
1. Лоран Эйнак (1886—1970) — министр торговли и промышленности Франции.
Умер в возрасте 84 лет в Париже.
2. Раймон Патенотр(1900—1951) — министр национальной экономики Франции. Умер в возрасте 51 года в Париже.
3. Михаил Семёнович Островский (1892—1949?) — торгпред СССР во Франции в 1934. В 1939 году арестован и приговорён к 15 годам лагерей, из которых не вернулся.
4. Ян Людвигович Адамский(1888—1937) — заместитель торгпреда СССР во Франции. Расстрелян в ноябре 1937 в возрасте 59 лет.
5. Роберт Кулондр (1885—1959) — посол Франции в Москве в 1936 — умер в возрасте 74 лет в Париже.
7. Константин Владимирович Антонов(1900—1940) — 1-й секретарь полпредства СССР во Франции. Арестован весной 1939 и расстрелян в начале 1940 в возрасте 40 лет.